# خس متموج
الخس المتموج أو سْتِبْتورَمْفوس متموج (باللاتينية: Lactuca undulata) نوع نباتي عشبي يتبع جنس الخس من الفصيلة النجمية.

## الموئل والانتشار
هو نبات أصيل في بلاد الشام وسيناء وقبرص وتركيا وجنوب القوقاز.

## مرادفات للاسم العلمي
- (باللاتينية: Lactucella undulata)